# NGC 7656
NGC 7656 je lećasta galaktika u zviježđu Vodenjaku. 

## Vanjske poveznice
- (engl.) SEDS: NGC 7656
- (engl.) Hartmut Frommert: Revidirani Novi opći katalog
- (engl.) Izvangalaktička baza podataka NASA-e i IPAC-a
- (engl.) Astronomska baza podataka SIMBAD
- (engl.) VizieR
- DSS-ova slika NGC 7656  Arhivirana inačica izvorne stranice od 1. travnja 2016. (Wayback Machine)
- (engl.) Auke Slotegraaf: NGC 7656 Deep Sky Observer's Companion
- (engl.) Courtney Seligman: Objekti Novog općeg kataloga: NGC 7650 - 7699